# Lesbiini
Lesbiini là một trong hai tông của phân họ Lesbiinae trong họ Chim ruồi (Trochilidae). Tông này có 67 loài, chia thành 18 chi.

## Phân loại
Tông này có 18 chi:
| Hình ảnh | Chi           | Các loài |
| -------- | ------------- | --- |
|          | Adelomyia     | - Adelomyia melanogenys |
|          | Aglaiocercus  | - Aglaiocercus berlepschi - Aglaiocercus coelestis - Aglaiocercus kingii |
|          | Chalcostigma  | - Chalcostigma ruficeps - Chalcostigma olivaceum - Chalcostigma stanleyi - Chalcostigma heteropogon - Chalcostigma herrani |
|          | Discosura     | - Discosura conversii - Discosura langsdorffi - Discosura letitiae - Discosura longicauda - Discosura popelairii |
|          | Heliangelus   | - Heliangelus amethysticollis - Heliangelus clarisse - Heliangelus exortis - Heliangelus mavors - Heliangelus micrastur - Heliangelus regalis - Heliangelus spencei - Heliangelus strophianus - Heliangelus viola                                    |
|          | Lesbia        | - Lesbia nuna - Lesbia victoriae |
|          | Lophornis     | - Lophornis adorabilis - Lophornis brachylophus - Lophornis chalybeus - Lophornis delattrei - Lophornis gouldii - Lophornis helenae - Lophornis magnificus - Lophornis ornatus - Lophornis pavoninus - Lophornis stictolophus - Lophornis verreauxii |
|          | Metallura     | - Metallura aeneocauda - Metallura baroni - Metallura eupogon - Metallura iracunda - Metallura odomae - Metallura phoebe - Metallura theresiae - Metallura tyrianthina - Metallura williami                                                          |
|          | Opisthoprora  | - Opisthoprora euryptera |
|          | Oreonympha    | - Oreonympha nobilis |
|          | Oreotrochilus | - Oreotrochilus adela - Oreotrochilus chimborazo - Oreotrochilus cyanolaemus - Oreotrochilus estella - Oreotrochilus leucopleurus - Oreotrochilus melanogaster - Oreotrochilus stolzmanni                                                            |
|          | Oxypogon      | - Oxypogon cyanolaemus - Oxypogon guerinii - Oxypogon lindenii - Oxypogon stuebelii |
|          | Phlogophilus  | - Phlogophilus harterti - Phlogophilus hemileucurus |
|          | Polyonymus    | - Polyonymus caroli |
|          | Ramphomicron  | - Ramphomicron dorsale - Ramphomicron microrhynchum |
|          | Sappho        | - Sappho sparganurus |
|          | Sephanoides   | - Sephanoides fernandensis - Sephanoides sephaniodes |
|          | Taphrolesbia  | - Taphrolesbia griseiventris |